# Пылающие бездны
«Пыла́ющие бе́здны» — научно-фантастический роман Николая Муханова. Одно из первых в советской научно-фантастической литературе произведений, написанных в жанре «космической оперы». Самое известное произведение писателя.
В 1924 году роман был опубликован в журнале «Мир приключений», в том же году он вышел отдельным изданием. Перепечатан в малой серии «Библиотеки приключений и научной фантастики» в 2010 году.

## Сюжет
Роман рассказывает о войне цивилизаций Земли и Марса. Он состоит из трёх частей: «Война Земли с Марсом в 2423 году», «Пленники Марса» и «Тот, в чьих руках судьбы миров».
Интрига романа сложна, хотя и достаточно наивна. Не сумев мирно поделить пояс астероидов с богатым содержанием элемента «небулия» — основой всей земной и марсианской техники — Земля и Марс переходят к военным действиям. Ситуация осложняется тем, что Марсом правит тайное общество ларгомерогов, поставившее своей целью всеми средствами добиваться осуществления культурно-политической гегемонии марсиан на всех заселённых планетах.
Широкомасштабная военная кампания ведётся с помощью разнообразного фантастического оружия: его мощь и красочность космических баталий ограничивается только фантазией автора, земляне уничтожают марсианские военные базы Фобос и Деймос, марсиане нагревают поверхность Луны, уничтожив поселения землян на ней, и чуть было не сдвигают её с орбиты и т. д.
Наконец земляне, применив «планетарный тормоз» — изобретение гениального земного учёного Кэна Роне — временно останавливают вращение Марса и тем самым вынуждают марсиан сдаться. Мир заключён, однако уцелевшие ларгомероги посредством серии террористических актов дестабилизируют обстановку на Марсе и развязывают там гражданскую войну. Обстановка на Марсе осложняется и тем, что прилетевшая в Солнечную систему комета угрожает уничтожить жизнь на этой планете. Но реваншистские замыслы ларгомерогов терпят крах, их лидер Гро Фезера погибает. Землянам, с помощью нового изобретения, удаётся отклонить комету от Марса.
В ходе военных действий два землянина — командующий космическим флотом Федерации Земли Гени Оро-Моск и глава всех технических сил Федерации Роне Оро-Бер — попадают в плен к марсианам, но находят неожиданного союзника в лице гениального марсианского учёного Нооме. Это событие даёт начало романтической линии — впрочем, прописанной на фоне развивающихся эпических событий довольно схематично — истории любви Гени Оро-Моска и юной марсианки Лейяниты, внучки Нооме, погибающей в конце романа.

## Мир
Действие романа происходит в середине XXV века. На Земле существует единое мировое государство — Федерация Земли со столицей Гроазур (на Урале), управляемое Федеральным Советом Земли. Земляне говорят на едином мировом языке — «азире». В числе освоенных цивилизацией технологий — движение в безвоздушном пространстве, использование энергии радиоактивного распада, продление жизни до нескольких сотен лет, чтение мыслей, возможность изменять орбиты небесных тел и характер их вращения, искусственные солнца, разнообразные виды «лучистой энергии», употребляемой, в том числе, и в военных целях, и т. д.
Земная цивилизация существует не менее 60 тысяч лет, однако развивается циклически, приходя в упадок при каждом ледниковом периоде.
Цивилизация Марса древнее цивилизации Земли и существует около 650 тысяч земных лет.

## Основные персонажи
Земные имена, как правило, состоят из двух частей: имени, данного при рождении и указания на место рождения. Такие же имена иногда носят живущие на Земле марсиане.

### Земляне
- Гени Оро-Моск (рождённый в Европе, Москва) — командующий космическим флотом Федерации Земли; возраст — около 40 лет
- Роне Оро-Бер (рождённый в Европе, Берлин) — знаменитый учёный, глава всех технических сил Федерации; 199 лет
- Кэн Роне — гениальный учёный, изобретатель «планетарного тормоза», возможно — сын Роне Оро-Бера; 22 года

### Марсиане
- Нооме — знаменитый марсианский учёный
- Лейянита (в переводе с марсианского — Утренняя звезда) — его внучка; около 21 года
- Гро Фезера-Мар — поэт, председатель тайного союза ларгомерогов
- Авира Гени-Мар — жена Гени Оро-Моска, сестра Гро Фезера, тайный агент ларгомерогов на Земле; 28 лет

## Литературные реминисценции
- Название романа, вероятно, является отсылкой к строфе из стихотворения Тютчева:

Небесный свод, горящий славой звездной
Таинственно глядит из глубины, —
И мы плывем, пылающею бездной
Со всех сторон окружены.
Впоследствии именно этот эпиграф выбрал для одной из частей первой книги своей трилогии «Люди как боги» Сергей Снегов.
Эпиграф к роману — «Sic itur аd astra» (с лат. — «Так достигают звёзд») — взят из «Энеиды» Вергилия

## Издания

### Журнальное издание
- Муханов Н. Война земли с Марсом в 2423 году: [Главы из романа «Пылающие бездны»] // Мир приключений. — 1924. — № 1.
- Муханов Н. Пленники Марса: [Главы из романа «Пылающие бездны»] // Мир приключений. — 1924. — № 2.
- Муханов Н. Тот, в чьих руках судьбы миров: [Главы из романа «Пылающие бездны»] // Мир приключений. — 1924. — № 3.

### Книжные издания
- Муханов Н. Пылающие бездны: Фантаст. роман в 3-х ч. / Ил. М. Мизернюка. — Л., 1924. — 144 с.
- Муханов Н. Пылающие бездны: Фантаст. роман в 3-х ч. / Ил. М. Мизернюка. — Л., 1927. — 112 с.
- Муханов Н. Пылающие бездны (роман) // Деревянная королева: Русская фантастическая проза 20-х годов XX века / сост. Ю. Медеведев. — М., 1999. — С. 291—491. — ISBN 5-268-00454-9.
- Муханов Н. Пылающие бездны. — Екатеринбург, 2010. — 252 с. — 800 экз. — ISBN 5-89806-054-2.
- Муханов Н. Пылающие бездны. — М.-СПб., 2010. — 320 с. — (Малая библиотека приключений). — ISBN 978-5-4224-0038-6.

## Восприятие
Вышедшая в 1995 году «Энциклопедия фантастики» таким образом характеризовала роман:
...роман «Пылающие бездны», первая в советской научно-фантастической литературе «красная» «космическая опера»; написанный увлекательно, ярко, роман Муханова еще долго выделялся среди серой «производственной» научной фантастики смелостью.Вл. Гаков
О. М. Тенякова в своей опубликованной в 2008 году работе «Проблема внеземных цивилизаций в отечественной фантастике» отмечала прорывной характер романа для советской научной фантастики своего времени. В частности, она писала:
...в своё время он [роман] имел влияние на отношение общества к космонавтике, в очередной раз закрепляя в в сознании читателей простую [...] идею: развитие научно-технического прогресса неизбежно ведёт к социальному развитию[...]. Более того, Муханов первым сделал следующий шаг: показал, что с этим [...] проблемы не кончатся, но обретут грандиозность, которая недоступна современной цивилизации.О. М. Тенякова